# Campeonato Mundial de Ciclismo de Montaña de 2026
El XXXVII Campeonato Mundial de Ciclismo de Montaña se celebrará en Val di Sole (Italia) entre el 26 y el 30 de agosto de 2026, bajo la organización de la Unión Ciclista Internacional (UCI) y la Unión Ciclista de Italia.